# Klaus Kubitzki
Klaus Kubitzki, né le 3 mai 1933 et mort le 5 décembre 2022, est un botaniste allemand. Il est professeur émérite à l'Herbarium Hamburgense de l'Université de Hambourg. Il est connu pour son travail sur la systématique et la biogéographie des angiospermes, particulièrement ceux du Néotropique, ainsi que pour son inventaire floristique de l'ère Tertiaire. Son œuvre systématique constitue le Système de Kubitzki. Il est membre de l'American Society of Plant Taxonomists (en).

## Carrière
Né à Niesky, en Saxe, Kubitzki a suivi des études de biologie et de géologie dans les Universités d'Innsbruck, Goettingen et Kiel. Il a passé un doctorat sur l'ère Quaternaire à l'université de Kiel en 1960. Il est ensuite devenu professeur associé à l'Université australe du Chili à Valdivia, dans le sud du Chili (1961–1963). Il a repris ses études à l'Université de Münster (1968), puis est devenu lecteur à l'Université de Munich. Il a ensuite été professeur de systématique botanique à l'Université de Hambourg (1973-1998).

## Travaux
Kubitzki a notamment travaillé sur la taxonomie, la phytogéographie et la géoécologie. Il a fait une importante étude sur le plateau des Guyanes. Son œuvre taxonomique est publiée dans The Families and Genera of Vascular Plants (1990-).

## Publications choisies
- Carlos Toledo Rizzini, Klaus Kubitzki, Ghillean T. Prance. 1982a. Lorenthaceae. Volumes 2 & 4 of Flora de Venezuela. Inst. Botanico
- Klaus Kubitzki, Susanne Renner. 1982b. Lauraceae I (Aniba & Aiouea). No. 31 of Flora neotropica monograph. Volume 1 de Lauraceae. New York Botanical Garden, 125 pp.  (ISBN 0893272442)
- Bronwen Gates, Klaus Kubitzki, Leslie R. Landrum, Terence D. Pennington, hans-helmut Poppendieck, susanne s. Renner, rolf Singer. 1981. 27. Cochlospermaceae. Organization for Flora Neotropica. New York Botanical Garden,  (ISBN 0893272450)
- Flowering Plants : Evolution and classification of higher categories. Symposium, Hamburg, September 8–12, 1976. Plant Systematics & Evolution : Supplementum 1, Vienne, Springer, 1977, 416 p. (ISBN 978-3-211-81434-5, lire en ligne)

### The Families and Genera of Vascular Plants (Springer-Verlag, Berlin)
- 1. Kramer, K.U., Green, P. Pteridophytes and gymnosperms. 1990. 404 pp.  (ISBN 3540517944)
- 2. (en) The Families and Genera of Vascular Plants. II Flowering plants : Dicotyledons. Magnoliid, Hamamelid and Caryophyllid families, Berlin, Springer, 1993, 653 p. (ISBN 3-540-55509-9, lire en ligne)
- 3. (en) The families and genera of vascular plants. Vol. 3. Flowering plants. Monocotyledons: Lilianae (except Orchidaceae), Berlin, Germany, Springer-Verlag, 1998, 478 p. (ISBN 3-540-64060-6, lire en ligne)
- 4. The families and genera of vascular plants. Vol. IV. Flowering Plants. Monocotyledons: Alismatanae and Commelinanae (except Gramineae), Berlin Heidelberg, Springer Science & Business Media, 1998, 511 p. (ISBN 978-3-662-03531-3, DOI 10.1007/978-3-662-03531-3, lire en ligne)
- 5. The families and genera of vascular plants. Vol.5. Flowering plants. Dicotyledons : Malvales, Capparales and Non-betalain Caryophyllales, Berlin, Germany, Springer-Verlag, 2003, 418 p. (ISBN 978-3-662-07255-4, lire en ligne)
- 6. Kubitzki, K. Celastrales, Oxalidales, Rosales, Cornales, Ericales. 2004  (ISBN 978-3-662-07257-8)
- 7. Kadereit, Joachim W. Lamiales (except Acanthaceae including Avicenniaceae). 2004.  (ISBN 3540405933)
- 8. Kadereit, Joachim W., Jeffrey, Charles. Asterales. 2007  (ISBN 978-3-540-31051-8)
- 9. Kubitzki, Klaus. Berberidopsidales, Buxales, Crossosomatales, Fabales p.p., Geraniales, Gunnerales, Myrtales p.p., Proteales, Saxifragales, Vitales, Zygophyllales, Clusiaceae Alliance, Passifloraceae Alliance, Dilleniaceae, Huaceae, Picramniaceae, Sabiaceae. 2007.  (ISBN 3540322140)
- 10. (en) The families and genera of vascular plants. vol. X. Flowering Plants. Eudicots: Sapindales, Cucurbitales, Myrtaceae, Berlin/Heidelberg/New York, Springer Science & Business Media, 2011, 436 p. (ISBN 978-3-642-14397-7, lire en ligne)
- 11. Kubitzky, K. Malpighiales. 2014.  (ISBN 978-3-642-39417-1)
- 12. Kuijt, Job, Hansen, Bertel. Santalales, Balanophorales. 2015  (ISBN 978-3-319-09296-6)
- 13. Kellogg, Elizabeth A. Poaceae. 2015  (ISBN 978-3-319-15331-5)

## Taxons nommés en son honneur
Genre
- (Lauraceae) Kubitzkia (en) van der Werff[6]

Espèces
- (Asteraceae) Mikania kubitzkii R.M.King & H.Rob.[7]
- (Dilleniaceae) Davilla kubitzkii Aymard[8]